# Yun Young-sun
Yun Young-sun (ur. 4 października 1988 w Seulu) – południowokoreański piłkarz grający na pozycji obrońcy. Od 2019 roku zawodnik Ulsan Hyundai FC.

## Życiorys
Jest wychowankiem klubu akademickiego Dankook University. W latach 2010–2019 był piłkarzem Seongnam FC. W latach 2016–2018 przebywał na wypożyczeniu w Sangju Sangmu FC. 4 stycznia 2019 odszedł do Ulsan Hyundai FC.
W reprezentacji Korei Południowej zadebiutował 17 listopada 2015 w wygranym 5:0 meczu z Laosem. Został powołany na mistrzostwa świata 2018.